# 孔什的威廉
孔什的威廉（法語：Guillaumede Concese，约1090年—约1154年），法国经院哲学家，生于诺曼底乌什地区孔什，沙特尔学派成员，通过研究古典世俗学术作品和研究经验科学，拓展了基督教人文主义，学生中包括沙特尔主教索尔兹伯里的约翰。1110~1120年間前往夏特爾學習，並在巴黎任教。

## 哲學與思想
對於「世界靈魂」概念，有三個觀點被提及。一種觀點是神聖的，另一種觀點是上帝在事物中的自然力；第三種觀點認為它是無形實體存在於人們的普遍使用中。《世界哲學》全書共有四卷，第一卷涵蓋了世界起源和力量等哲學問題，而後三卷則包括了當時的天文學、氣象學、地理學、生物學和醫學等多個領域的知識。

## 著作
- 《世界哲學》

## 引用
1. ↑  趙敦華. . 北京: 人民出版社. 2007: 267–8. ISBN 9787010019567.